# Minami-Kasuga
Minami-Kasuga (Kasuga 2, doslova Jižní Kasuga) je centrální vulkán podmořského vulkanického masivu Kasuga, nacházejícího se v Tichém oceánu mezi vulkanickými ostrovními oblouky Izu a Severní Mariany. Minami-Kasuga je nejvyšší z trojice vulkánů masivu. Přímá erupce nebyla pozorována, ale na vrcholu vulkánu, jakož i na jeho bocích jsou četné hydrotermální pole.